# Protipapež Silvester IV.
Silvester IV., (rojen kot Maginulf) protipapež Rimskokatoliške cerkve; * okrog 1030 (Sveto rimsko cesarstvo); † 1102 (Osimo, Marke, Papeška država, Sveto rimsko cesarstvo). 

## Življenjepis
Tri leta po Albertovi smrti – 18. novembra 1105 – so nasprotniki gregorijanske reforme in zakonitega papeža Pashala II.  postavili še četrtega protipapeža, Maginulfa, ki si je privzel ime Silvester IV. Že naslednji dan po ustoličenju je moral zaradi hudih pouličnih bojev bežati iz Rima. Dokončno se je odpovedal papeški oblasti šele leta 1111 na zahtevo svetorimskega cesarja Henrika V. 
Do časa, ko je postal protipapež, je opravljal Maginulf dolžnost arhiprezbiterja (nadduhovnika) pri Svetem Angelu v Peschieri, kar naj bi predpostavljalo, da je bil po rodu Rimljan. Ni znano, da je bil Maginulf poprej sovražno razpoložen do papeža Pashala II. 

V pismu ankonskega mejnega grofa Guarnerija, ki ga je pisal Henriku IV., zasledimo, da naj bi nekateri kardinali, ki so bili vneti za obnovo Gregorja VII., pretrgali občestvo s Pashalom zaradi simonistične zveze z rodbinama Columna ter Pierleoni. Da bi oprali Cerkev od takega madeža, je bilo sklicanih v mestu nekaj »koncilov«, na katerih so sodelovali škofje in kardinali. V taki zvezi je bila postavljena oseba Maginulfa, omikanega človeka, spoštovanega prelata (cerkvenega dostojanstvenika) pohvalnega vedenja, ki naj bi obtoževal zakonitega papeža. 
Maginulf naj bi se baje branil papeškega dostojanstva, na katero so ga združeni klicali vsi skupaj: duhovščina in ljudstvo. Glavar in poveljnik rimske milice Berto je moral posredovati ob podpori celotnega mesta pri nagovarjanju, da sprejme izvolitev. Pripovedovanje tega pisma, ki je očitno grobo sovražno do Pashala II., nam razkriva vsaj dve zanesljivi dejstvi: krožila je govorica, da je Pashal brezvestno uporabil denar za svoj vzpon; očitno so obstajali hudi spori v rimskih cerkvenih ter aristokratskih krogih. 

### Vita Paschalis
Čisto posebne razmere ob dogodkih 1105 poskušajo na široko razložiti sodobni letopisi v nasprotju s skopimi poročili o dogodkih v zvezi s protipapeži štiri leta prej. Avtor »Vita Paschalis II« v »Liber pontificalis«  priznava uspeh novega protipapeža pri »preprostem ljudstvu« in omenja, koliko škodo je povzročil Cerkvi. Vir omenja Pashalov spor s predstavniki rimskega plemstva; Pietro de' Columna je tedaj zasedel grad Cave, ki je pripadal patrimoniju svetega Petra; Stefano dei Corsi pa se je burno odzval na uničenje svojega bivališča v mestu prek Pashalovih ljudi. 

Družbeno-politične napetosti, s katerimi sovpada vzpon Magnulfa, podrobno opisujejo Annales Romani. Na začetku volitev naj bi obstajala velika zarota, ki je vključevala različne družbene sloje. Med izstopajočimi štejejo Stefano Oddone s pridevkom Norman in njegovi bratje ter nečaki. Gre za predstavnike aristokraciji, ki je zahtevala prostor za svojo utrditev v mestu in v njegovi okolici; da bi nasprotovala Pashalovim prizadevanjem za nadzor nad Rimom, je dala izvoliti za papeža Maginulfa v baziliki S. Maria della Rotonda (Panteon). Zdi se torej, da so bile osnova nemilih dogodkov težnje rimskih družinskih skupin in ne ideološke izbire zoper Pashala II. Z namenom, da bi si pridobil cesarjevo potrditev, si je izbral protipapež ime Silvester; temu pa je sledila neposredna prošnja za pomoč na ankonskega vojvoda Guarneria. 

Prihod Guarneria in njegovih krdel v Rim je povzročil hude pretrese. Iz Lateranske palalče se je Pashal II. Preseli drugam: na tiberski otok, v bližino lateranske bazilike – kot poročajo Anali, oziroma k sv. Petru – kot poroča neko pismo samega Pashala. Vojvoda in zarotniki so se polastili Laterana, v katerem so posvetili Magnulfa: verjetno 18. novembra 1105. Mogoče naslednji dan se je razvnela krvava bitka med privrženci obeh aristokratskih skupin po mestnih ulicah in trgih. Ko je Silvestru zmanjkalo denarja za plačevanje privržencev, se je položaj obrnil v korist Pashala. Ko so ga njegovi zapustili, se je zatekel Silvester z oboroženo skupino v mesto Tivoli, od koder se je umaknil proti Osimu. 

Spomladi leta 1111 ni uspel sutrijski sporazum glede vprašanja investiture – zato je izostalo cesarsko kronanje v februarju; Henrik V. pa je takoj po sporazumu pri Sette Fratte (Sedmih travnikih) – v kraljevskem taborišču Na Neronovih travnikih – ukazal med 12. in 13. aprilom Maginulfu, da naj se odpove papeškemu dostojanstvu in obljubi zvestobo in pokorščino svojemu papeškemu nasprotniku. Maginulf je to storil, nakar se je umaknil v Osimo, kjer je pod skrbništvom vojvoda Guarniera – ki ga je ganil bedni položaj visokega cerkvenega prelata in se ga je zato usmilil – končal svoje življenje neznanega datuma. 

## Smrt
Silvester IV. je umrl kot navaden redovnik Maginulf verjetno kmalu potem, ko se je odpovedal papeštvu in priznal Pashala  za zakonitega papeža, umrl okrog leta 1112 v kraju Osimo v Markah (Papeška država, Sveto rimsko cesarstvo), pod zaščito mark-grofa Guarnerija.